# Ulica Środowa w Szczecinie
Ulica Środowa (1856–1945 niem. Mittwochstraße, tuż po wojnie Czwartkowa, Bursztynowa) – ulica o długości 122,1 metrów na szczecińskim osiedlu Stare Miasto, w dzielnicy Śródmieście. Przebiega z północnego zachodu na południowy wschód, łącząc ulicę Panieńską z ulicą Małą Odrzańską (przed 1945 r. z nabrzeżem Odry). Nawierzchnia jezdni składa się z bruku. Na całej długości ulicy obowiązuje ruch jednokierunkowy.

## Historia
Dzisiejsza ulica Środowa składa się z trzech dawnych ulic: depen orde, platea medweken i platea penesticorum. 

### Przed 1856 r.

#### depen orde
Niemiecka nazwa historyczna: Neutief. Dolny odcinek ulicy położony między ulicą Małą Odrzańską a nabrzeżem Odry. Ten odcinek ulicy po raz pierwszy wzmiankowany był w 1326 r. jako platea dicta middewekenesbrugge, tj. „ulica zwana Pomost Środowy”. Niekiedy używano też nazwy platea dicta Medwekenstrate, czyli „ulica zwana Środową” (1344 r.). W tym czasie u wylotu ulicy do bulwaru nadodrzańskiego istniała brama zwana Bramą Młyńską, a tuż za nią pomost zwany Pomostem Środowym. W 1535 r. pojawia się nazwa depen orde, tj. „głębia”, a w późniejszym czasie Neuendep Straß, tj. „nowa głębia”. Miana te nawiązywały do obniżenia terenu istniejącego w tym miejscu w czasach słowiańskiej osady i do dużej głębokości Odry u wylotu ulicy.

#### platea medweken
Niemiecka nazwa historyczna: Mittwochstraße. Środkowy odcinek ulicy wzmiankowany był w 1344 r. pod niemiecką nazwą Medwekenstrate, a w 1345 r. pod łacińską platea medweken („ulica Środowa”). Nazwa ta miała wskazywać na mieszkającą niegdyś przy tym odcinku ulicy rodzinę Middweke. Inną hipotezą związaną z etymologią nazwy platea medweken jest rzekome odbywanie się na tym odcinku ulicy targów środowych.

#### platea penesticorum
Niemiecka nazwa historyczna: Hakenstraße. Górny odcinek ulicy położony między nieistniejącym Rynkiem Warzywnym a ulicą Panieńską. Wzmiankowany w 1344 r. jako platea penesticorum („ulica Przekupniów”), a w 1410 r. jako hakenstrate (jw.). Nazwa hakenstrate wiązała się z handlarzami sprzedającymi artykuły spożywcze i przemysłowe.

### Po 1856 r.
Po 1856 r. ulice Neutief, Mittwochstraße i Hakenstraße scalono, nadając im nazwę Mittwochstraße. W czasie bombardowań Szczecina w 1943 r. i w 1944 r. kamienice wznoszące się przy ulicy zostały zniszczone. Ruiny wszystkich budynków rozebrano po 1945 r., a ulicę początkowo nazwano Czwartkową, a po pewnym czasie Bursztynową. Około 1947 r. odcinek ulicy od Małej Odrzańskiej do nabrzeża Odry został zlikwidowany, a w jego miejscu zbudowano jezdnie Arterii Nadodrzańskiej. W 1970 r. na parceli między Targiem Rybnym a ulicą Panieńską wzniesiono hotel Arkona. W latach 1978–1996 w pobliżu ulicy powstała Trasa Zamkowa; jeden z jej wiaduktów przecina dawny dolny odcinek ulicy Środowej, łącząc Arterię Nadodrzańską z nitką wjazdową do miasta. W 1994 r. przywrócono przedwojenną nazwę ulicy, a w latach 1998–2013 na parcelach po prawej stronie ulicy, położonych między ulicą Panieńską a ulicą Małą Odrzańską, zbudowano nowe kamienice. W 2019 r. rozpoczęto budowę hotelu ibis Styles na miejscu rozebranego w 2007 r. hotelu Arkona.

## Plany na przyszłość
W ramach projektu nowego Mostu Kłodnego planowana jest likwidacja Arterii Nadodrzańskiej od ulicy Jana z Kolna do ulicy Środowej, zburzenie wiaduktu przecinającego dawny ciąg ulicy Środowej, odtworzenie jej dolnego odcinka i utworzenie po jego obu stronach nowych kwartałów zabudowy. Zabudowane mają zostać także wolne parcele po lewej stronie ulicy.

## Galeria

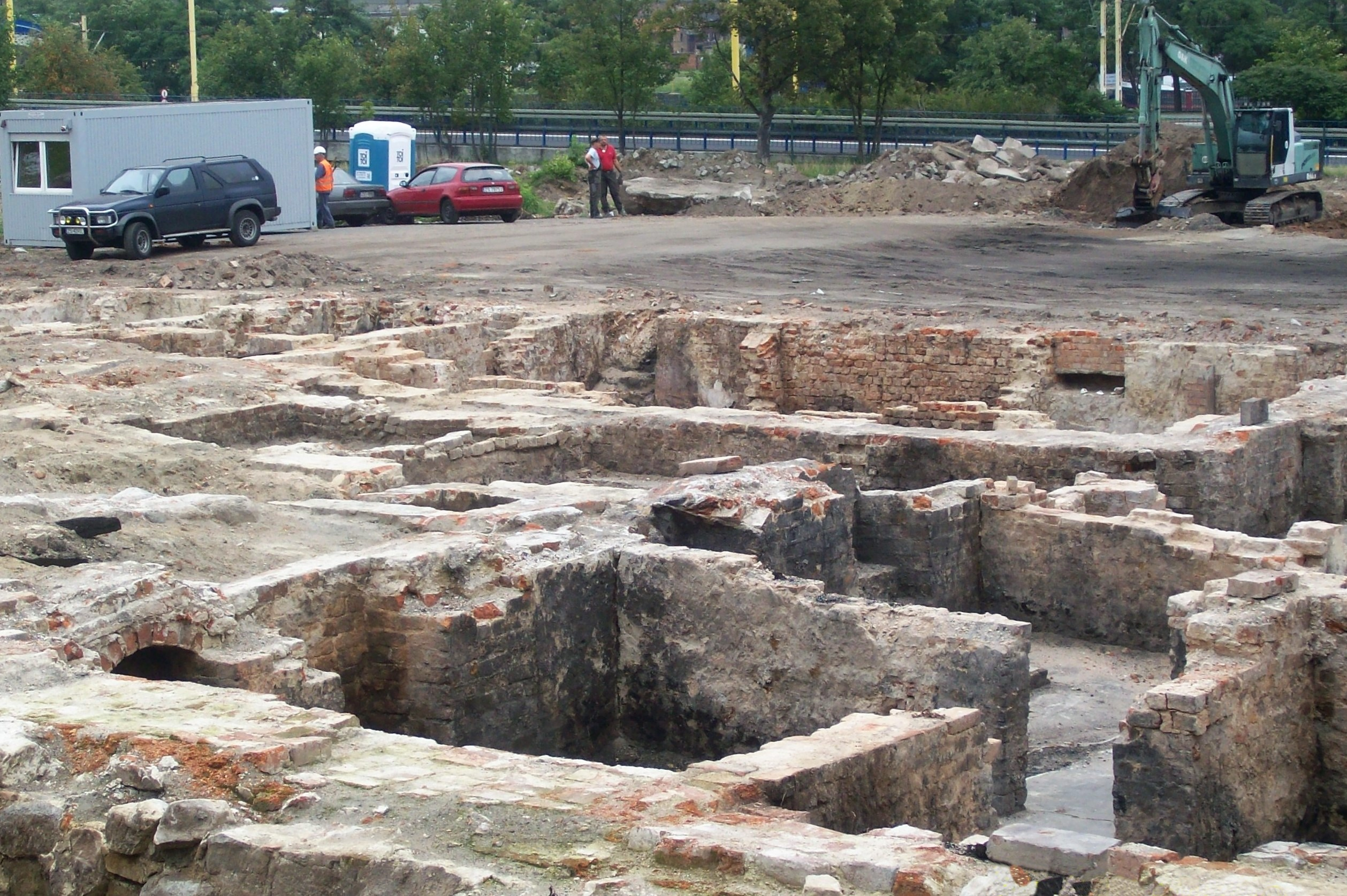
Odkryte fundamenty przedwojennych kamienic między Panieńską a Rynkiem Warzywnym
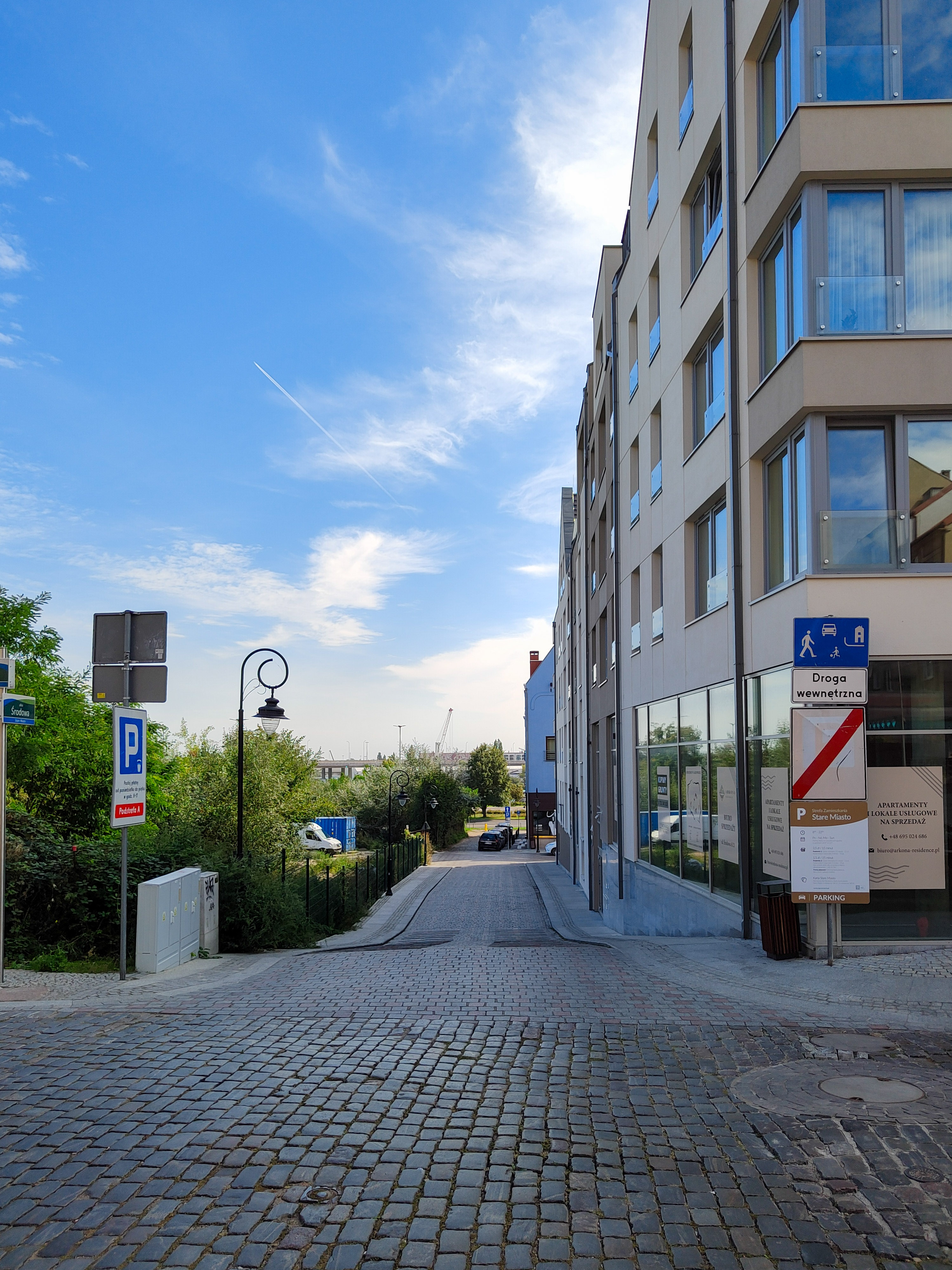
Widok z ulicy Panieńskiej
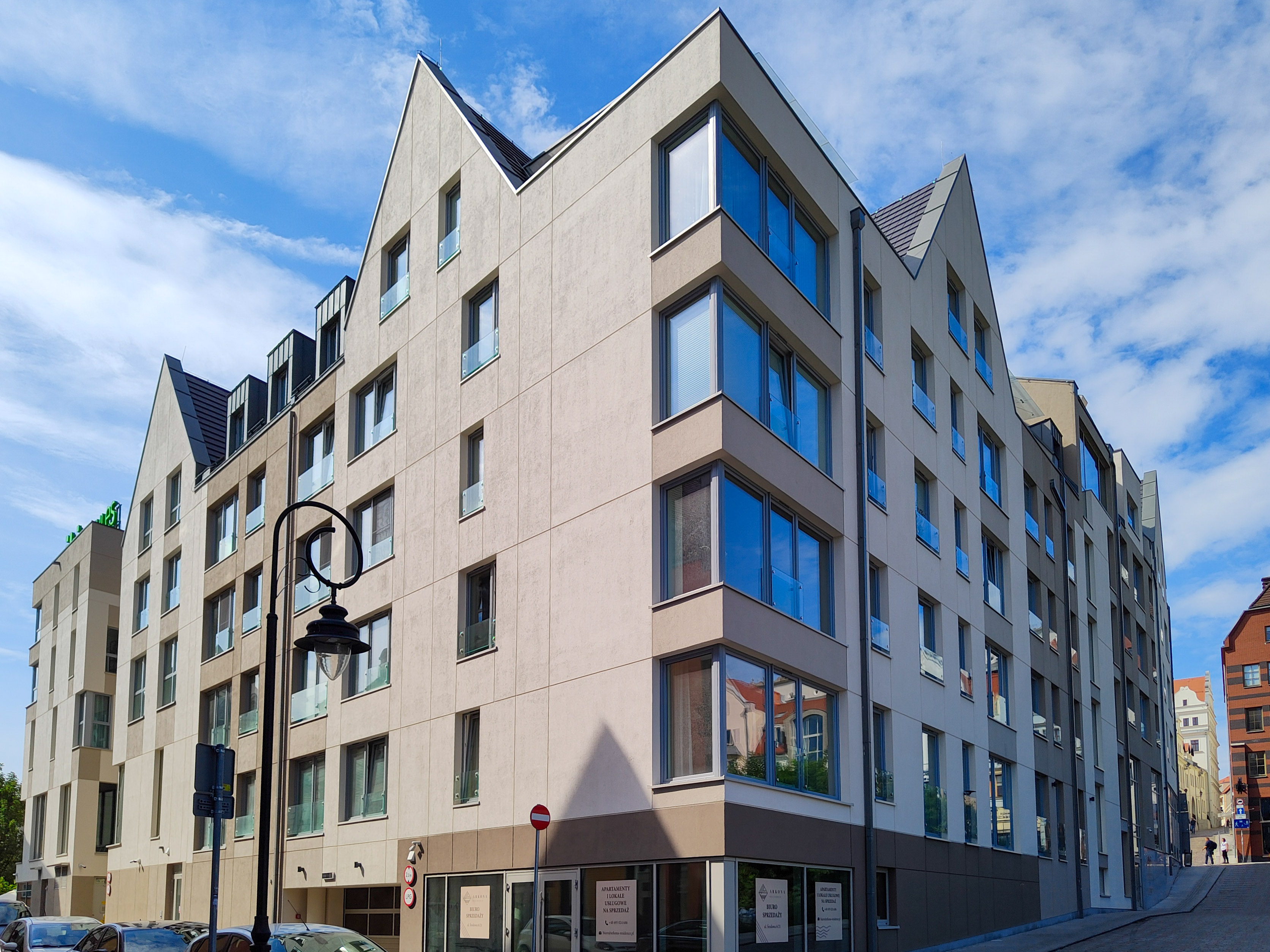
Narożnik z Targiem Rybnym
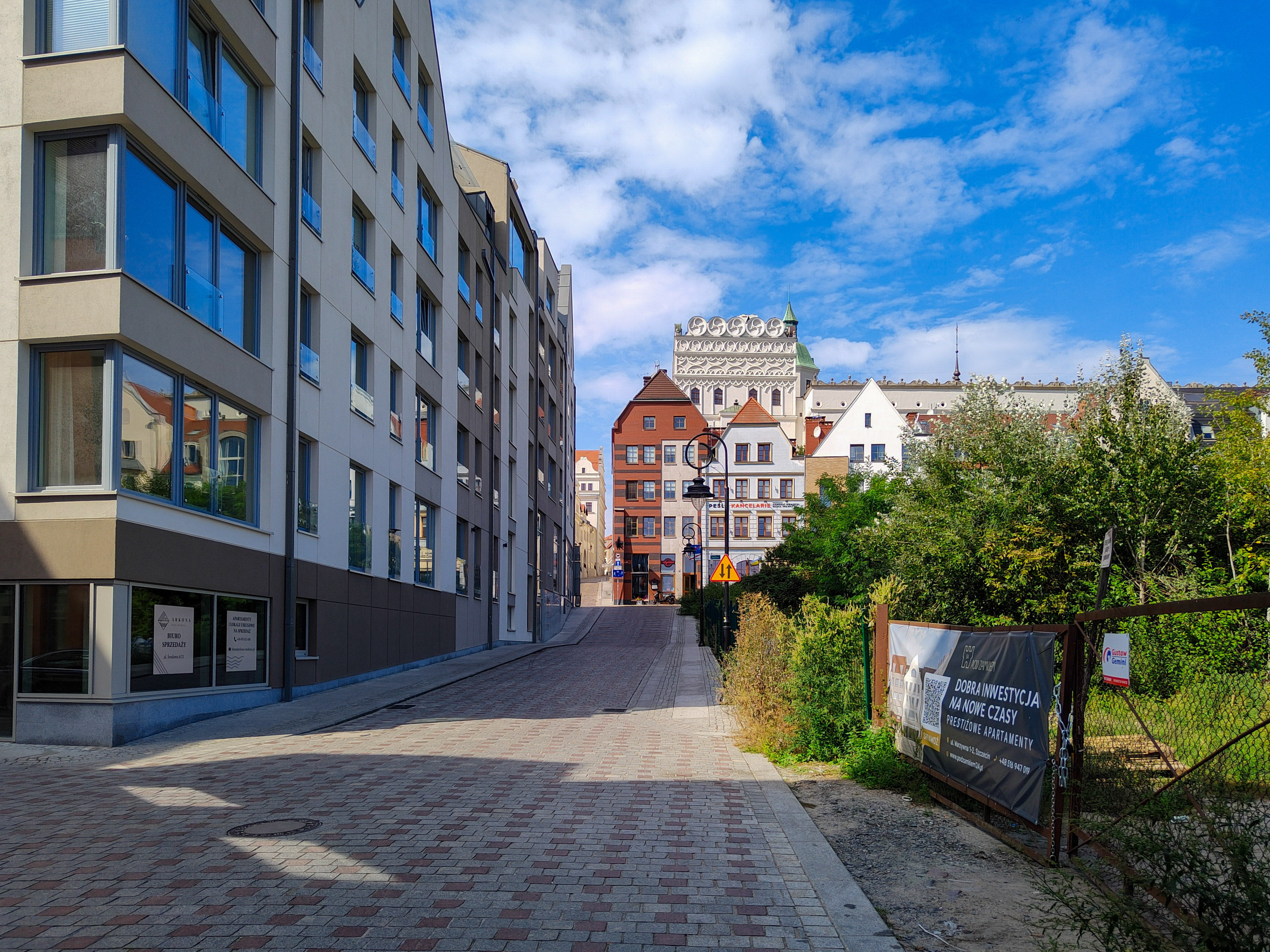
Widok ze skrzyżowania z Targiem Rybnym w kierunku Panieńskiej
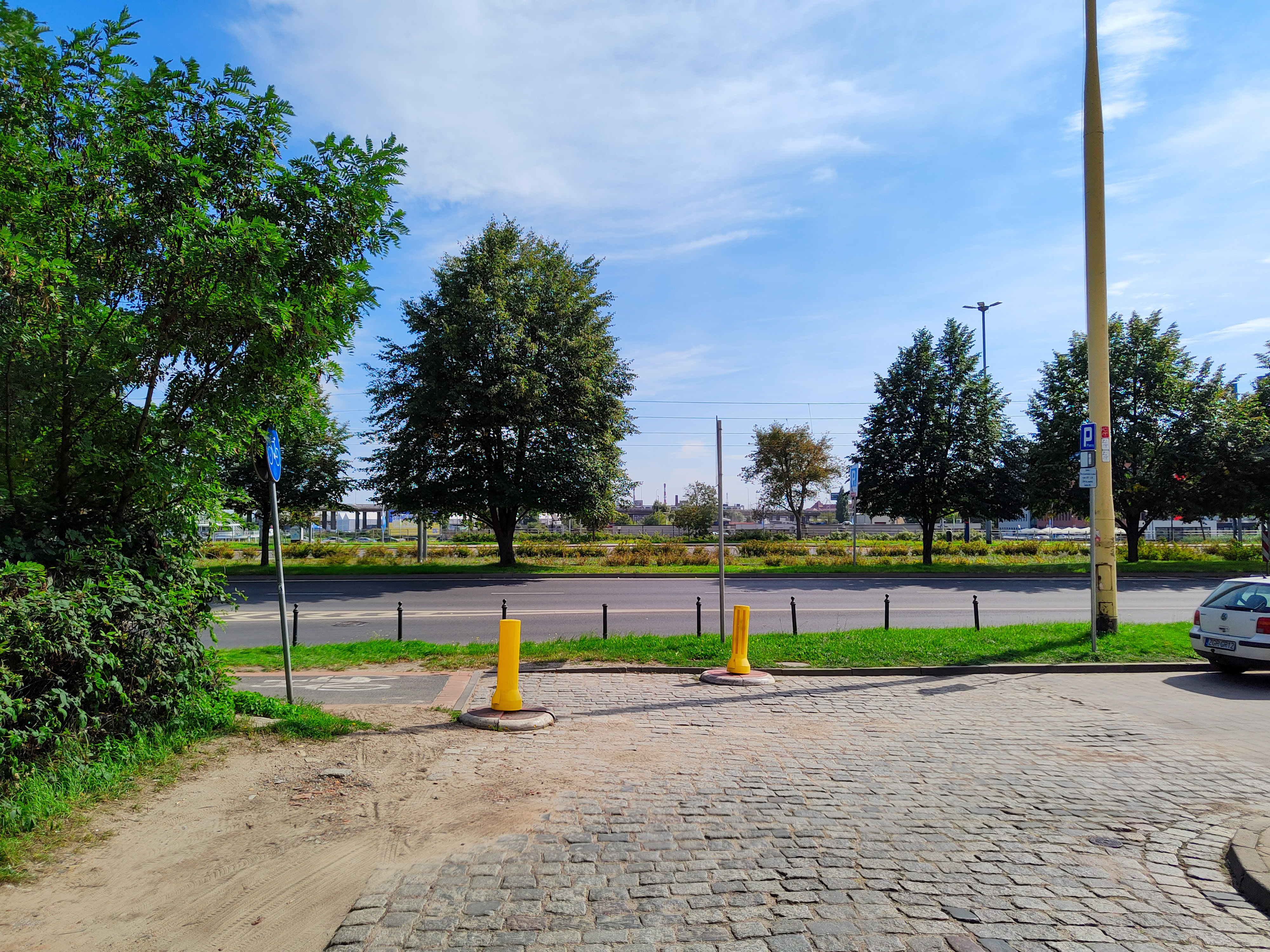
Koniec ulicy; przed 1945 r. ulica wiodła aż do nabrzeża Odry